# Trần Đức Cường
Trần Đức Cường (ur. 20 maja 1985 w Đà Nẵng) – wietnamski piłkarz występujący na pozycji bramkarza w klubie Đà Nẵng FC.

## Kariera piłkarska
Trần Đức Cường jest wychowankiem klubu Sông Lam Nghệ An. W 2004 roku odszedł do drużyny Đà Nẵng FC. Obecnie jego zespół gra w pierwszej lidze wietnamskiej.
Zawodnik ten jest także reprezentantem Wietnamu. W drużynie narodowej zadebiutował w 2009 roku. Został również powołany na Puchar Azji 2007, gdzie jego drużyna odpadła w ćwierćfinale. On jednak nie pojawił się na boisku w żadnym spotkaniu.